# Бурлы (приток Белой)
Бурлы (баш. Бурлы — от бур `мел` с афф. -лы, то есть «меловой», «богатый мелом»), (Бурлинка) — река в Республике Башкортостан, протекает в Гафурийском районе. Устье реки находится в 635 км по правому берегу реки Белой. Длина реки составляет 13 км.
От названия реки получило название село Бурлы.

## Данные водного реестра
По данным государственного водного реестра России относится к Камскому бассейновому округу, водохозяйственный участок реки — Белая от города Стерлитамак до водомерного поста у села Охлебино, без реки Сим, речной подбассейн реки — Белая. Речной бассейн реки — Кама.
Код объекта в государственном водном реестре — 10010200712111100018654.